# 太子宮駅
太子宮駅（たいしきゅうえき）は、台湾台南市新営区にあった、台湾糖業鉄道の駅（廃駅）である。

## 駅構造
- 単式ホーム1面1線の地上駅（廃止時）。

## 駅周辺
- 新営太子宮 - 哪吒太子が祀られている廟（その後 、地名となった）。駅名の由来。

## 歴史
- 1922年3月30日 - 開業。
- 1954年4月1日 - 招呼站（無人駅）に降格。
- 1979年9月1日 - 旅客取扱廃止。

## 現況
- 駅舎・レールが保存された。

## 隣の駅
台湾糖業鉄道
布袋線（廃止）
東太子宮駅 - 太子宮駅 - 塩水駅